# Charles DeLisi
Charles Peter DeLisi (New York, 9 dicembre 1941) è un genetista statunitense, docente di Scienze e Ingegneria alla Boston University.
Ha contribuito in modo pionieristico all'immunologia matematica e computazionale, alla biofisica cellulare, alla genomica, alla struttura e alla funzione delle proteine e degli acidi nucleici. DeLisi ha ricevuto numerosi riconoscimenti per i contributi determinanti all'avvio del Progetto Genoma Umano, ed è ampiamente considerato un innovatore in campo accademico.

## Infanzia e istruzione
DeLisi è nato nel Bronx, si è laureato al City College di New York (CCNY) con una laurea in storia (1963) e ha conseguito il dottorato di ricerca in fisica (1965-1969) all’Università di New York (New York University, NYU).

## Carriera e ricerca
Nel 1969, dopo il dottorato di ricerca, è entrato nel laboratorio di Donald Crothers come ricercatore post-dottorato del National Institutes of Health (NIH) nel dipartimento di chimica dell'Università di Yale, dove è rimasto fino al 1972. Nel 1971 è stato anche docente presso il Dipartimento di Ingegneria e Scienze Applicate, dove ha insegnato elettronica digitale. Nel 1972, DeLisi è stato nominato scienziato dello staff della divisione teorica presso il Los Alamos National Laboratory. Qui iniziò la sua collaborazione con George Bell, un fisico teorico che qualche anno prima aveva iniziato un’influente ricerca in immunologia matematica. Successivamente, DeLisi è stato nominato ricercatore capo (1975-1982) presso il National Cancer Institute, NIH, e capo fondatore della Sezione di Immunologia Teorica (1982-1985).
DeLisi fu uno dei primi sostenitori dell'idea controversa che nella citologia, così come nelle scienze fisiche, la formulazione matematica dei concetti potesse prevedere fenomeni che altrimenti non sarebbero stati evidenti, e potesse così guidare la ricerca sperimentale in nuove direzioni. Tale approccio emerge in una serie di indagini. Un suo articolo del 1979 prevedeva, con diversi anni di anticipo rispetto alla dimostrazione sperimentale, che il segnale generato quando un fattore di crescita nervosa lega il suo recettore a membrana plasmatica viene trasdotto dalla dimerizzazione del recettore.
In immunologia, DeLisi è stato un forte sostenitore della controversa ipotesi che la risposta dei linfociti T alla stimolazione antigenica comporta la formazione di un complesso ternario. Le previsioni basate sulla formulazione matematica di quell'idea, l'ipotesi anfipatica, hanno fornito un forte sostegno a ciò che alla fine è stato dimostrato in modo conclusivo dalla cristallografia a raggi X. I metodi matematici, sviluppati inizialmente con Jay Berzofsky, sono stati successivamente estesi e modificati da molti altri, presagendo gli approcci bioinformatici ormai ampiamente utilizzati per guidare la progettazione dei vaccini peptidici. Contemporaneamente, la Sezione di Immunologia Teorica (STI), che DeLisi aveva fondato alcuni anni prima all'NIH, aveva introdotto l'uso di algoritmi di apprendimento supervisionati per l'identificazione delle regioni funzionali nel DNA e nelle proteine. La prima banca dati che integrava le sequenze di DNA e proteine con strumenti analitici è stata sviluppata in collaborazione con Minoru Kanehisa, allora visiting fellow della STI.
Nel 1986, come direttore dei programmi di ricerca per la salute e l'ambiente del Dipartimento dell'Energia degli Stati Uniti (DOE), DeLisi e i suoi consulenti hanno proposto, pianificato e difeso davanti all'Ufficio di Gestione e Bilancio della Casa Bianca e al Congresso, il Progetto Genoma Umano. La proposta ha creato una tempesta di polemiche, ma ha ricevuto un forte sostegno da Alvin Trivelpiece, che era a capo dell'Ufficio della Scienza del DOE, e da William Flynn Martin, vice-segretario del Dipartimento dell'energia. Nel 1987 fu inclusa nella presentazione del bilancio del presidente Ronald Reagan al Congresso e successivamente approvata sia dal Congresso che dal Senato, quest'ultimo con l'essenziale sostegno del Senatore Pete Domenici (R, NM). Nella primavera del 1987, poco prima di lasciare il DOE, DeLisi ha istituito una componente di studi etici del Progetto. L'obiettivo era quello di accantonare il 3-5% dei fondi per impegnare le migliori menti delle scienze umane e sociali a sviluppare un corpus di pensiero che avrebbe informato le decisioni sullo sviluppo e la diffusione delle tecnologie radicalmente nuove destinate ad emergere dal completamento del Progetto. Nel compiere questo passo, DeLisi è stato probabilmente influenzato dal fatto che lavorava per un'agenzia che forniva la stragrande maggioranza del budget di fisica nucleare della nazione, e dalla consapevolezza che le conseguenze del rapido sviluppo dell'energia nucleare, circa quattro decenni prima, continuavano ad affliggere il pianeta.
Oltre ai progressi medici e scientifici generati dal Progetto Genoma Umano, quest’ultimo ha avuto un profondo effetto sulla sociologia e la cultura della biologia cellulare. La comunità informatica, in particolare, si è mossa con straordinaria destrezza verso la biologia cellulare, trasformando il campo e creando una documentazione delle scoperte destinata a fornire materiale per una storia notevole nella sociologia della scienza di fine XX e inizio XXI secolo. I metodi computazionali e matematici sono oggi ampiamente considerati come fondamentali per il progresso della biologia cellulare, un cambiamento che sta costringendo anche le università più conservatrici a rispondere a un nuovo paradigma nell'educazione biologica. Il Progetto Genoma Umano ha permesso una rapida e agevole trasformazione di tutti gli aspetti dei programmi di salute e ambientali ed energetici del DOE, spingendo l'Ufficio della Salute e della Ricerca Ambientale ad una posizione di importanza internazionale.
Commemorando il significato del Progetto Genoma Umano, la DOE ha installato una targa in bronzo all'esterno della sala F-202 nella sua struttura di Germantown (Maryland). La targa recita:
Nel 1987, DeLisi è tornato a New York come professore e presidente di dipartimento alla Mount Sinai School of Medicine.

### Gli anni all'Università di Boston
Nel 1990 DeLisi è entrato all’Università di Boston (Boston University, BU) come preside del College of Engineering. Sotto la sua sorveglianza il College è diventato un preminente istituto di ricerca, aggiungendo tra l'altro i Centri di Biotecnologia, Fotonica e Ingegneria della produzione. Inoltre, il dipartimento di Ingegneria Biomedica (BME) ha aggiunto una nuova dimensione al campo, ovvero l'ingegneria molecolare e cellulare, ed è stato la sede della ricerca fondamentale nel campo della biologia di sintesi.
Nel 1999 DeLisi ha avviato il primo programma di dottorato di ricerca in bioinformatica della Nazione e ha ricoperto la carica di Presidente per oltre un decennio.
Nel 2000, dopo 10 anni come decano, DeLisi è tornato alla facoltà a tempo pieno come decano emerito e docente. L'atrio dell'edificio che ospita l'ufficio del Rettore del College of Engineering è stato nominato in suo onore, così come lo è stata una conferenza annuale del College of Engineering. Durante il suo mandato di preside, DeLisi e lo stesso College hanno beneficiato di un'amministrazione centrale particolarmente solidale, guidata da John Silber, Jon Westling e Dennis Berkey.

### Premi e riconoscimenti
DeLisi è membro dell’American Association for the Advancement of Science (AAAS) e dell'American Institute for Medical and Biological Engineering (AIMBE). Nel 1999 il City College of New York gli ha conferito una medaglia “Townsend Harris”, la più alta onorificenza che si possa conferire a un ex allievo. Nel 2011 è stato eletto cittadino onorario di Marineo, in provincia di Palermo. Nel corso della sua carriera, è stato inoltre insignito dei prestigiosi premi Smithsonian Platinum Technology Award (per la sua leadership pionieristica) e US DOE Exceptional Service Award, nonché della Medaglia presidenziale per i cittadini (la più alta onorificenza civile negli Stati Uniti, seconda solamente alla Medaglia presidenziale della libertà).

### Vita personale
Il padre di DeLisi morì quando lui aveva quattro anni. Fu cresciuto dai nonni materni, immigrati italiani. Ha due figli – Jacqueline e Daniel – dalla sua ex moglie Lynn DeLisi (sposati nell’agosto 1968 e divorziati nel maggio 2006), e quattro nipoti: Samuel Cheever, Ken DeLisi, Sadye Cheever e Aili DeLisi. Dal settembre 2011 vive con la sua amica d'infanzia Noreen Vasady-Kovacs.